# Bernhard Gomard
Bernhard Gomard (født 9. januar 1926 i Karise, død 8. august 2020) var en dansk professor i retsvidenskab ved Københavns Universitet.
Gomard var søn af en stationsforstander i Karise, blev i 1944 student fra Holte Gymnasium og i 1950 efterfulgt af en juridisk kandidat. Allerede året efter indledte han sin videnskabelige karriere som lektor ved Københavns Universitet og i 1958 blev han professor samme sted efter samme år at have erhvervet doktorgraden med afhandlingen Forholdet mellem erstatningsregler i og uden for kontraktsforhold. Han beholdt professoratet frem til 1996 og havde et omfattende og alsidigt forfatterskab indenfor proces- og formueret. Efter sin pensionering blev han adjungeret professor ved Handelshøjskolen i København.
Som juridisk ekspert sad Gomard i en lang række udvalg og kommissioner og havde desuden sæde i en lang række bestyrelser.

## Hæder
- Honorarprofessor ved Freiburgs Universitetet, 1970.[1]
- Æresdoktor ved Lunds Universitet, 1982.[1]
- Kommandør af Dannebrogsordenen, 1986.[1]
- Bestyrelses-Prisen, 1986.[3]
- Den nordiske Juristpris, 1987.[1][3]
- Anders Sandøe Ørstedske guldmedalje, 1995.[1][3]